# Спинело Аретино
Спинèло Аретѝно, Спинело от Арецо, Спинело ди Лука (на италиански: Spinello Aretino, Spinello di Luca Spinelli; * ок. 1350, Каполона, † 14 май 1410 г.) е италиански художник от Късното средновековие. Представител е на Сиенската школа и на т. нар. италианско Трече́нто.

## Биография
Според Джорджо Вазари Аретино е син на флорентинеца Лука Спинели, намерил убежище в Арецо след изгнание през 1310 г. от гибелините от Флоренция. Съвременните изследователи оспорват неговия флорентински произход, утвърждавайки че Спинело произхожда от семейство на потомствени гравьори и художници, живеещо в град Каполона на 15 км от Арецо, което впоследствие се прибира в Арецо. Точната дата на неговото раждане е неизвестна, за приблизителна дата изследователите считат 1346 – 1352 г. 
Вазари счита, че той е ученик на Якопо дел ла Казентино (последовател на Джото) и неговият собствен стил става междутъчно звено между Школата на Джото и Сиенската школа. Съвременните изследователи утвърждават, че той има първоначалното обучение в Арецо, вероятно в ателието на Андреа ди Нерио, който е водещ градски художник в града по онова време.
Спинело Аретино е един от най-прославените художници в Тоскана през 14 век. Неговата творческа дейност започва в Арецо, но впоследствие той работи зад пределите на своя роден град, из цялата област Тоскана: Флоренция, Лука, Пиза и Сиена. В архивните източници неговото име се среща от 1373 до 1410 г. В изкуствоведческата литература Аретино дълго време се споменава като последовател на Андреа Орканя и като внук и ученик на Джото. Италианският изкуствовед Лучано Белози през 1965 г., Босковиц през 1975 г. и Уепелман през 2002 г. проследяват в неговите фрески във флорентинската базилика „Сан Миниато ал Монте“ по-скоро връзка с Лоренцо Монако, в чиято работилница може би е работил Спинело.

## Творчество
Първоначално изкуството на Аретино е доста архаично, което не е чудно за такъв провинциален град като Арецо, но с времето в неговите произведения се вплитат елементи със северен произход, които във втората половина на 14 век Джовани да Милано и болонските художници активно използват в своето творчество. Изследователите отбелязват неговата връзка с изкуството на Лоренцо Монако и някои от тях считат, че той може да е работил в неговото ателие. Изкуството на Аретино се характеризира с общите черти на тосканската живопис от края на 14 – нач. на 15 век, която от късноджотовските тенденции се устремява към стила на Международната готика:  изследователите отбелязват, че в своите най-добри произведения Спинело разгръща този стил. „Телесност“ и „материалност“ на предметите и човешките фигури, характерни за джотовските традиции, се изглаждат и смекчават в този период на готическа игра на линиите на силуетите и на диплите на дрехите.
В своя ранен период, живеейки в Арецо, Спинело се намира под влиянието на местния художник Андреа ди Нерио. Склонността му към пълнота на формите се вижда в неговата фреска „Мадоната с Младенеца, светци и ктитори“ (1377 г., Окръжен музей, Арецо). В началото на 1380-те г. художникът отива в Лука, където на мястото на предишния стил от Арецо идва нов маниер, в който той се стреми да използва декоративните свойства на линиите и цвета. Изследователите предполагат, че в онова време на него оказва влияние творчеството на местния художник от Лука – Анджело Пучинели. От документа, датиран от 1384 г., следва, че Спинело преди тази дата изпълнява олтарна картина по поръчка на Оливетанския орден на св. Лука за църквата „Св. Понтиан“. Това е триптих, два странични панела, които се съхраняват в Ермитажа (Санкт Петербург), панелите предели са в Националната галерия (Парма), а централната част – в Музей „Фог“ (Кембридж). На нея художникът изобразява Мадоната с Младенеца на трон в обкръжението на осем ангели.

## Фресков цикъл в Сан Миниато ал Монте
Най-известният и най-добре съхранен фресков цикъл на Спинело Аретино са фреските във флорентинската църква „Сан Миниато ал Монте“. Те са изпълнени през 1388 г.